# Стівен Рі
Стівен Рі (англ. Stephen Rea; нар. 31 жовтня 1946) — британський актор.

## Біографія
Стівен Рі народився 31 жовтня 1946 року в Белфасті, Північна Ірландія. Навчався у Белфастській середній школі і Королівському університеті Белфаста, де він вивчав англійську мову. Пізніше навчався в школі Театра Абатства в Дубліні.

## Кар'єра
У 1970-х роках, виступав у театральній трупі «Focus Company» разом з Гебріелом Бірном і Колмом Міні. Знімався в кіно і на телебаченні протягом багатьох років в Ірландії та Великій Британії. Отримав міжнародну увагу, коли був номінований на премію «Оскар» за найкращу чоловічу роль у фільмі «Жорстока гра» (1992). Знімався у таких фільмах, як «Інтерв'ю з вампіром: хроніка життя вампіра» (1994), «Громадянин Ікс» (1995), «V означає Вендетта» (2005).

## Особисте життя
З 1983 по 2003 роки Стівен Рі був одружений з колишньою учасницею ІРА Долоурс Прайс. У них двоє синів: Денні (1988) і Оскар (1990).

## Фільмографія
| Рік  |    | Українська назва                           | Оригінальна назва                                  | Роль                     |
| ---- | -- | ------------------------------------------ | -------------------------------------------------- | ------------------------ |
| 1982 | ф  |                                            | Angel                                              | Денні                    |
| 1984 | ф  | В компанії вовків                          | The Company of Wolves                              | наречений                |
| 1985 | ф  | Доктор і дияволи                           | The Doctor and the Devils                          | Тімоті Брум              |
| 1990 | ф  | Солодощі життя                             | Life Is Sweet                                      | Петсі                    |
| 1992 | ф  | Жорстока гра                               | The Crying Game                                    | Фергюс                   |
| 1994 | ф  | Енджі                                      | Angie                                              | Ноель                    |
| 1994 | ф  | Інтерв'ю з вампіром: хроніка життя вампіра | Interview with the Vampire: The Vampire Chronicles | Сантьяго                 |
| 1994 | ф  | Висока мода                                | Prêt-à-Porter                                      | Майло О'Бренніген        |
| 1995 | тф | Громадянин Ікс                             | Citizen X                                          | лейтенант Віктор Бураков |
| 1996 | ф  | Майкл Коллінз                              | Michael Collins                                    | Нед Брой                 |
| 1997 | ф  | Контрольний постріл                        | Double Tap                                         | Сайфер                   |
| 2001 | ф  | Мушкетер                                   | The Musketeer                                      | Кардинал Рішельє         |
| 2002 | ф  | Страх крапка ком                           | Feardotcom                                         | Алістер Пратт            |
| 2002 | ф  | Евелін                                     | Evelyn                                             | Майкл Бітті              |
| 2004 | ф  | Усередині моєї пам'яті                     | The I Inside                                       | доктор Ньюман            |
| 2004 | ф  | Контроль                                   | Control                                            | Арло Пеннер              |
| 2005 | ф  | Сніданок на Плутоні                        | Breakfast on Pluto                                 | Берті                    |
| 2005 | ф  | V означає Вендетта                         | V for Vendetta                                     | Ерік Фінч                |
| 2007 | ф  | Жнива                                      | The Reaping                                        | Батько Костіган          |
| 2007 | ф  | Застряглий                                 | Stuck                                              | Томас Бардо              |
| 2009 | с  | Закон і порядок: Спеціальний корпус        | Law & Order: Special Victims Unit                  | Каллум Донован           |
| 2009 | ф  | Хейді: Подорож в Альпи                     | Heidi 4 Paws                                       | доктор                   |
| 2011 | ф  | Дні Стелли                                 | Stella Days                                        | Брендан Максвіні         |
| 2012 | ф  | Інший Світ 4: Пробудження                  | Underworld: Awakening                              | доктор Джейкоб Лейн      |
| 2013 | ф  | Кохання за рецептом                        | Menu degustacio                                    | Волтер                   |
| 2015 | ф  | Епоха Діккенса                             | Dickensian                                         | Інспектор Баккет         |
| 2016 | ф  | Війна і мир                                | War and Peace                                      | Князь Василь Курагин     |